# Vườn quốc gia Tolhuaca
Vườn quốc gia Tolhuaca (phát âm tiếng Tây Ban Nha: [tolˈwaka]) là một vườn quốc gia nằm ở tỉnh Cautín, thuộc vùng Araucanía, miền nam Chile. Nó bao gồm một phần của khu rừng thấp phía tây và các ngọn núi thấp của dãy Andes. Liền kề ở phía bắc của vườn quốc gia này là Khu dự trữ quốc gia Malleco. Nó có độ cao dao động từ 700-1.821 m so với mực nước biển, bao gồm các hồ nhỏ và rất nhiều ao, trong đó nổi bật nhất là hồ Malleco và Verde. Sông Malleco có nguồn từ vườn quốc gia này. Tên của vườn quốc gia được đặt theo tên của ngọn núi lửa Tolhuaca nằm ở vùng lân cận của nó.
Khu rừng là sự có mặt của các loài cây bản địa gồm Bách tán Chile, Sồi Patagonia và Cử phương nam.Động vật có sự xuất hiện của sư tử, Hải ly Nam Mỹ, Cáo xám Argentina và Mèo Kodkod. Một loài ếch có tên khoa học Alsodes igneus là một loài địa phương chỉ được biết đến tại Vườn quốc gia Tolhuaca.